# Yakovos Bilek
Yakovos Bilek (Smirne, 7 luglio 1917 – Atene, 4 maggio 2005) è stato un cestista, allenatore di pallacanestro e arbitro di pallacanestro turco naturalizzato tedesco, di origine greca.

## Carriera
Da allenatore ha guidato la Germania Ovest ai Campionati europei del 1965.